# Миролюбівське джерело
Миролю́бівське джерело́ — гідрологічна пам'ятка природи місцевого значення в Україні.

## Розташування
Джерело розташоване за 300 м на захід від села Миролюбівка Тернопільського району Тернопільської області, в межах долини річки Гнида.

## Пам'ятка
Оголошене об'єктом природно-заповідного фонду рішенням Тернопільської обласної ради від 18 березня 1994 року. Перебуває у віданні Миролюбівської сільради.

## Характеристика
Площа 0,28 га. Під охороною — джерело питної води, цінне у науково-пізнавальному та естетичному значеннях.
У травні 2020 року було виявлено, що джерело пересохло через аномальну осінь та зиму .

## Світлини

Вигляд на Миролюбівське джерело
Вигляд на Миролюбівське джерело
Вигляд на Миролюбівське джерело
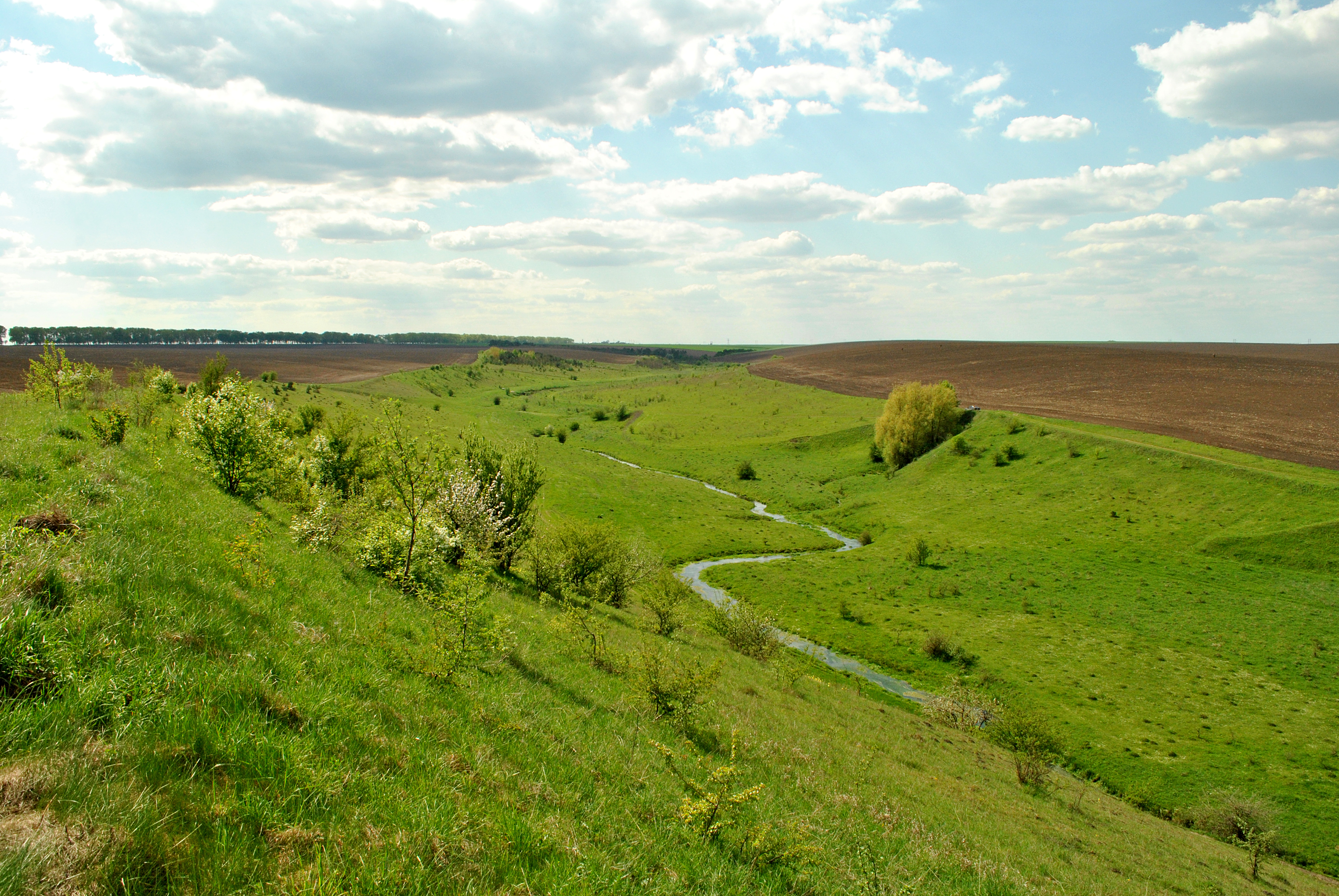
Вигляд на Миролюбівське джерело і річку Гниду
Витік Миролюбівського джерела